# Scatopsciara subciliata
Scatopsciara subciliata är en tvåvingeart som beskrevs av Risto Kalevi Tuomikoski 1960. Scatopsciara subciliata ingår i släktet Scatopsciara och familjen sorgmyggor.
Artens utbredningsområde är Finland. Inga underarter finns listade i Catalogue of Life.